# Bahrain i olympiska spelen
Bahrain deltog första gången vid olympiska sommarspelen 1984 i Los Angeles och har sedan dess varit med vid varje olympiskt sommarspel. De har aldrig deltagit vid de olympiska vinterspelen.
Vid OS 2008 i Peking vann dock medeldistanslöparen Rashid Ramzi guldet på 1 500 m, men efter att han testat positivt för doping så fråntogs han medaljen. Första medaljen i ett olympiskt spel kom i London 2012 av Maryam Yusuf Jamal som vann brons på damernas 1500 meter löpning. Det blev i efterhand till ett guld för Jamal efter att guld- och silvermedaljörerna Aslı Çakır Alptekin och Gamze Bulut blivit diskvalificerade.

## Medaljer
| Guld | Silver | Brons | Totalt antal medaljer |
| ---- | ------ | ----- | --------------------- |
| 2    | 2      | 0     | 4                     |

### Medaljer efter sommarspel
| Spel                | Guld | Silver | Brons | Totalt |
| 1984 Los Angeles    | 0    | 0      | 0     | 0      |
| 1988 Seoul          | 0    | 0      | 0     | 0      |
| 1992 Barcelona      | 0    | 0      | 0     | 0      |
| 1996 Atlanta        | 0    | 0      | 0     | 0      |
| 2000 Sydney         | 0    | 0      | 0     | 0      |
| 2004 Aten           | 0    | 0      | 0     | 0      |
| 2008 Peking         | 0    | 0      | 0     | 0      |
| 2012 London         | 1    | 0      | 0     | 1      |
| 2016 Rio de Janeiro | 1    | 1      | 0     | 2      |
| 2020 Tokyo          | 0    | 1      | 0     | 1      |
| Totalt              | 2    | 2      | 0     | 4      |